# Okostje
Okóstje ali skelét je v biologiji sistem, ki nudi oporo živečim organizmom. Izraz se v prenesenem smislu uporablja tudi pri nebioloških strukturah, denimo žerjavih in zgradbah).

## Tipi okostij
Okostja navadno razvrščamo v tri vrste: zunanja (eksoskelet), notranja (endoskelet) in na tekočini zasnovana (hidrostatski skelet); slednja pogosto obravnavajo ločeno od prvih dveh, saj ne vsebujejo trdnih opornih struktur.
Veliki zunanji skeleti nosijo sorazmerno manjše obremenitve kot notranji skeleti iste velikosti, zato imajo številne večje živali, denimo vsi vretenčarji, notranje skelete. Primere zunanjih skeletov najdemo pri členonožcih (Arthropoda) in mehkužcih (Mollusca): okostje tvori trdo zunanjo lupino, ki varuje notranje organe.
Zunanji skelet je ob opori tudi zunanja zaščita, vendar omejuje rast organizma. Organizmi iz debel mehkužcev in členonožcev so razvili različne rešitve, kako zaobiti to omejitev. Večina mehkužcev ima kalcificiran oklep, katerega premer se z rastjo živali povečuje, a tako, da se pri tem ohranja oblika. Členonožci po drugi strani svoj skelet zavržejo. Proces je znan kot levitev. Med levitvijo členonožec odvrže stari skelet, zatem pa se regenirira novi, ki zatem na različne načine (kalcifikacija, sklerotizacija) otrdi.
Notranji skelet sestavljajo trdne strukture znotraj telesa, ki jih premika mišičje. Če so te strukture mineralizirane (okostenele), kot so pri ljudeh in drugih sesalcih, jim pravimo kosti. Druga pomembna sestavina skeleta je hrustanec, ki podpira in dopolnjuje okostje. Pri človeku obliko nosu in uhljev podpira hrustanec. Nekateri organizmi imajo celoten skelet izključno iz hrustanca in povsem brez kalcificiranih kosti – zgled so ribe hrustančnice, denimo morski pes. Kosti in druge trdne strukture povezujejo ligamenti, z mišičjem pa jih povezujejo kite.
Hidrostatski skelet je podoben z vodo napolnjenemu balonu. Razširjen je predvsem pri ožigalkarjih (Cnidaria; koralnjaki, klobučnjaki ipd.) ter kolobarnikih (Annelida; npr. pijavka). Te živali se premikajo tako, da krčijo mišice, ki obkrožajo s tekočino napolnjeno vrečo. S tem v njej ustvarjajo tlak, kar povzroči gibanje. Živali, kot so zemeljski črvi, uporabljajo hidrostatski skelet za to, da pri premikanju spreminjajo svojo obliko iz dolge in tanke v kratko in čokato. Primer hidrostatskega skeleta pri človeku je erekcija penisa pri moškem in ščegetavčka pri ženski.